# 半 (李駿傑歌曲)
《半》是香港男歌手李駿傑的首支個人派台單曲，於2022年2月22日在數位平台正式發行並派台，MV於同日晚上八時推出。

## 創作過程
李駿傑在《MIRROR "ONE & ALL" LIVE 2021》期間，收到通知有推出個人派台歌曲的機會。他得知後已認定由王雙駿監製歌曲，王雙駿亦即時找來吳林峰作曲及周耀輝填詞。在吳林峰創作旋律的第一稿後，王雙駿要求吳林峰作更改。之後吳林峰觀看半小時恐怖片，便完整地寫出《半》的旋律。
《半》原來命名為《I can't breathe》，之後改為《天生》。最後由ViuTV董事總經理魯庭暉提議命名為《半》。

## 曲式與歌詞
《半》是李駿傑出道至今的心路歷程。他希望透過歌曲帶去主旨，人有不同的面向，但很多時候在好和壞之間，大家總會忽略、拒絕接受壞的一面，但作為一個人，需要接受所有面向，接受自己的不同面貌。接受後，了解自己最渴望的，便去正視它，努力變成自己想成為的人。

## 音樂影片
音樂影片中講述李駿傑飾演的男主角是墮落的天使，在世界被不同黑暗面侵佔。之後他產生了由廖子妤飾演的黑暗化身，殺死了三個人。但他發現第四個殺害目標是真愛，兩人墮入愛河。化身為了要停止殺人，於是請男主角封印殺人的武器。

## 迴響
MV推出半小時後獲得超過三萬點擊數，兩小時後獲得十二萬點擊數，半日後突破三十萬點擊數。

## 幕後人員
- 作曲：吳林峰
- 作詞：周耀輝
- 編曲、監製：王雙駿
- MV導演： Maggie Leung、Sheng Wong[10]

## 派台成績

### 叱咤903專業推介 走勢
| 周次     | 第10周 | 第11周  | 第12周  | 第13周  |
| 放榜日期 | 3月5日 | 3月12日 | 3月19日 | 3月26日 |
| 榜上位置 | 15     | 8       | 14      | 2       |
| -------- | ------ | ------- | ------- | ------- |

### 香港電台第二台中文歌曲龍虎榜 走勢
| 周次     | 第10周 | 第11周  | 第12周  | 第13周  | 第14周 |
| 放榜日期 | 3月5日 | 3月12日 | 3月19日 | 3月26日 | 4月2日 |
| 榜上位置 | 19     | 17      | 13      | 3       | 6      |
| -------- | ------ | ------- | ------- | ------- | ------ |

### 新城知訊台勁爆本地榜 走勢
| 周次     | 第11周  | 第12周  | 第13周  | 第14周 |
| 放榜日期 | 3月12日 | 3月19日 | 3月26日 | 4月2日 |
| 榜上位置 | 18      | 17      | 5       | 3      |
| -------- | ------- | ------- | ------- | ------ |

### ViuTVChill Club 推介榜 走勢
| 周次     | 第15周  | 第16周  | 第17周  | 第18周 |
| 放榜日期 | 4月10日 | 4月17日 | 4月24日 | 5月1日 |
| 榜上位置 | 10      | 9       | 5       | 3      |
| -------- | ------- | ------- | ------- | ------ |

### 加拿大至 HIT 中文歌曲排行榜 走勢
| 周次     | 第11周  | 第12周  | 第13周  | 第14周 | 第15周 | 第16周  | 第17周  | 第18周  |
| 放榜日期 | 3月12日 | 3月19日 | 3月26日 | 4月2日 | 4月9日 | 4月16日 | 4月23日 | 4月30日 |
| 榜上位置 | 11      | 6       | 3       | 10     | 1      | 16      | 19      | 19      |
| -------- | ------- | ------- | ------- | ------ | ------ | ------- | ------- | ------- |